# Герб автономного сообщества Мурсия

Упрощённый герб Мурсии

Официальный герб Мурсии

Герб Мурсии, или герб региона Мурсия утверждён четвёртой статьёй Устава автономного сообщества Мурсия от 1982 года.

## Описание
Конструкция герба была основана на флаге автономного сообщества Мурсия.
Статья 4. Пункт 1. «Флаг автономного сообщества Мурсия, прямоугольной формы, имеет четыре золотых зубчатых замка, расположенных парами в верхнем левом углу, и семь королевских корон в нижнем правом углу, расположенных в четыре ряда — 1-й ряд, одна корона; 2-й ряд, три короны; 3-й ряд, две короны; 4-й ряд, одна корона. Все на красном или карминовом фоне».
Статья 4. Пункт 2. «Герб автономного сообщества Мурсии представляет собой щит с фоном и символами подобными флагу, увенчанный королевской короной». Устав автономного сообщества Мурсия.
Учитывая неопределённость некоторых деталей в описании герба, 8 июня 1983 года был издан следующий указ:
Постановление 34/1983: "Статья 1. Регион Мурсия имеет свой собственный герб в соответствии с положениями статьи 4.2 Устава автономии, который описывается в следующих геральдических терминах: «Щит испанский. Красный или карминовый цвет поля. В правой верхней части четыре замка из золота, изображённых попарно, в виде квадрата. В левой части внизу семь золотых корон, расположенных в четыре горизонтальных ряда: одна, три, две и одна соответственно. На щите королевская корона, в память о бывшем ранее Королевстве Мурсия».
Указ также объясняет символику герба: четыре замка из-за четырёх областей, на которые король Кастилии Альфонс X Мудрый разделил королевство, а короны напоминают о королевских привилегиях, дарованных жителям Мурсии королями Альфонсом X, Петром I и Филиппом V за их верность короне.

## Варианты
Официальный герб, как правило, используется в учреждениях автономного сообщества Мурсия. Существует и упрощённый вариант. Официальный герб не вполне соответствуют официальному флагу, как упрощённый. Например, на официальном гербе замки изображены открытыми (в этом случае двери и окна на замках окрашены в лазурь).
Также указанный в постановлении испанский украшенный щит, имеет полукруглый низ. Кроме того, официальный герб увенчан королевской короной с колпачком красного цвета, что соответствует правилам испанской геральдики.

## Провинциальный герб

Провинциальный герб Мурсии

Правительство провинции Мурсия официально одобрило использование герба, который использовался ранее, 12 июля 1976 года. Этот герб поделён на 9 частей в 4 ряда, в которых представлены гербы Каравака-де-ла-Крус, Картахены, Сьесы, Лорки, Мурсии, Мулы, Тотаны, Ла Унион и Еклы, и увенчан королевской короной. Этот герб был официальным до утверждения новой символики автономной области, 9 августа 1982 года.